# Fundusfeiler
Fundusfeiler – szczyt w Alpach Ötztalskich, części Centralnych Alp Wschodnich. Leży w Austrii w kraju związkowym Tyrol.
Szczyt można zdobyć drogami ze schroniska Frischmannhütte lub Ludwigsburger Hütte.